# Sabin Bălașa
Sabin Bălașa (* 17. Juni 1932 in Dobriceni, Kreis Olt; † 1. April 2008 in Bukarest) war ein rumänischer Maler, Filmemacher und Autor.
Er wurde bekannt als Freskenmaler. Seine bekanntesten Werke befinden sich in der Universität Alexandru Ioan Cuza Iași. Er galt als Hofmaler von Nicolae Ceaușescu. Er hatte Ausstellungen in Rom 1978 und 1980, in Stockholm 1982, im Bukarester Nationalmuseum 1982, in Kerkera (Griechenland) 1985, in Moskau, Tiflis und anderen Orten in der Sowjetunion 1988, in Bukarest 1992, in Israel 1994, im Bukarester World Trade Center 2000, in der Universität Alexandru Ioan Cuza von Iași 2002 und in Bukarest 2005.
Er veröffentlichte zahlreiche Arbeiten, darunter drei Romane. Er war Drehbuchautor, Regisseur und Filmemacher von 12 Filmen über Malerei.

## Werk

### Malereien in der Universität Alexandru Ioan Cuza Iași
- „Aspirație“ 380/546 cm
- „Omagiu întemeietorilor“ 372/471 cm
- „Amfiteatru“ 452/400 cm
- „Generații“ 452/379 cm
- „Triumful vieții“ 420/249 cm
- „Dezastrul atomic“ 420/249 cm
- „Icar“ 422/248 cm
- „Prometeu“ 417/247 cm
- „Exodul spre lumină“ 416/247 cm
- „Ștefan cel Mare“ 419/250 cm
- „Moldova“ 430/265 cm
- „Luceafărul“ – triptic (429/267 cm, 430/267 cm, 431/269 cm)
- „Legenda Meșterului Manole“ 432/268 cm
- „Nunta Cosmică“ 431/268 cm
- „Legenda Dochiei“ 429/268 cm
- „Străbunii“ 433/268 cm
- „Galaxia Iubirii“ 1080/466 cm

### Romane
- „Deșertul Albastru“, 1996
- „Exodul spre Lumină“, 2002
- „Democrație în Oglinzi“, 2006

### Filme
- „Picatura“ (Drip, The), 1966
- „Orasul“ (City, The), 1967
- „Valul“ (Wave, The), 1968
- „Pasarea Phoenix“ (Phoenix Bird, The), 1968
- „Fascinatie“ (Fascination), 1969
- „Intoarcere in viitor“ (Return To The Future), 1971
- „Galaxia“ (Galaxy, The), 1973
- „Oda“ (Ode, The), 1975
- „Exodul spre lumina“ (Exodus To The Light), 1979